# The Bad Touch
"The Bad Touch" je prvi singl američkog rock sastava Bloodhound Gang s njihovog trećeg studijskog albuma Hooray for Boobies. Objavljen je 31. svibnja 1999., te je jedna od njihovih najpoznatijih pjesmi.

## O pjesmi
Kao i mnoge druge pjesme Bloodhound Ganga, sadrži mnoge seksualne aluzije. Poznata je po refrenu "You and me baby ain't nothin but mammals, so lets do it like they do on the Discovery channel" ("Ti i ja baby nismo ništa drugo no sisavci, zato učinimo to kako to rade na Discovery Channelu". 
U spotu članovi sastava su obučeni u kostime majmuna, te plešu po Parizu (u nekoliko scena se vidi Eiffelov toranj). Najprije otrovnim strelicama uspavaju četiri žene, a nakon toga s improviziranim ribičkim štapom na kojem visi kroasan, namame grupu talijanskih kuhara da ih slijede. Potom kobasicama napadaju homoseksualni par u kafiću obučenih u stereotipnu francusku odjeću, te naposljetku ulove mrežom patuljastog pantomimičara. Najprije ih sve smjeste u kavez, a kasnije ih puste te počnu zajedno plesati. Na kraju spota, pantomimičara u pokušaju bijega slučajno autom pregazi Lüpüs Thunder, gitarist sastava.
Spot je zbog teksta pjesme, referenca na zoofiliju, te vrijeđanja Francuza i homoseksualaca uvršten na 11. mjesto liste "50 najkontroverznijih videospotova" MuchMusica.

## Vanjske poveznice
- Riječi pjesme na službenoj stranici sastava  Arhivirana inačica izvorne stranice od 10. veljače 2009. (Wayback Machine)